# El tren fantasma
El tren fantasma va ser una de les primeres pel·lícules del gènere d'acció mexicana, dirigida per Gabriel García Moreno el 1926 i protagonitzada per Carlos Villatoro i Clarita Ibáñez, filmada a la ciutat d'Orizaba, Veracruz. La pel·lícula es va mantenir perduda per molts anys, fins que va aconseguir ser restaurada per historiadors de la Cineteca Nacional l'any 2002.

## Argument
El tren fantasma és una pel·lícula d'entreteniment i acció sobre una rivalitat amorosa i les malifetes que cometen uns salteadores de trens que tenen assolada a la regió. La pel·lícula inicia amb l'arribo a Orizaba de l'Enginyer Adolfo Mariel (interpretat per Carlos Villatoro), qui arriba per a investigar els robatoris recents. Aquí Adolfo s'enamora de la jove Elena del Bosque (que és personificada per Clarita Ibánez) i que és filla de Don Tomas, expeditiu dels trens. Un altre pretendent d'Elena és Paco Mendoza (Manolo de los Ríos) que resulta ser El rubí, el líder de la banda d'assaltants. Com Adolfo corteja a Elena, Paco intenta tot per a conquistar a Elena fins i tot participar en una correguda de toros on resulta danyat. Frustrat, El Rubí fingeix rescatar a Elena d'un segrest simulat pels mateixos membres de la seva banda. Amb l'ajuda de "el chango" (interpretat pel nen Guillermo Pacheco) i de Carmela (Angelita Ibáñez) Adolfo descobreix la veritable identitat de Paco, la qual cosa obliga a Paco a emportar-se per la força a Elena i escapar en un dels trens. La pel·lícula continua amb una emocionant persecució on Adolfo rescata a Elena. Al final, sense que El Rubí ho sàpiga, els membres de la banda planten dinamita amb la intenció de descarrilar el tren en el qual viatgen Adolfo i Elena, no obstant això Paco els salva, però en fer-ho perd la vida.

## Repartiment
- Carlos Villatoro com Ingeniero Adolfo Mariel.
- Clarita Ibáñez com Elena del Bosque.
- Manuel de los Ríos com Paco Mendoza El Rubí.
- Tomás del Bosque com anciano.
- Rafael Ariza com Boca Chula.
- Angelita Ibáñez com Carmela.
- niño Guillermo Pacheco com El Chango.
- Sr. Carrera com Cajero de la Moctezuma.
- Manuel Oropeza, Carlos Sánchez A., Enrique Rivadeneyra, Neto Rodríguez Pasquel i Sr. Sánchez Tello com Bandidos.

## Producció
El tren fantasma va ser el segon llargmetratge de Gabriel García Moreno, realitzat per la companyia productora Centre Cultural Cinematogràfic amb seu a Orizaba. Per poder realitzar aquesta pel·lícula, García Moreno va obtenir una concessió per part de Ferrocarriles Nacionales, per filmar en el recentment inaugurat tren elèctric que portava al ferrocarril mexicà des d'Esperanza, Pobla, per les Cimeres de Maltrata fins a Orizaba. En la pel·lícula es poden apreciar els paisatges del recorregut del ferrocarril per aquella regió. També s'inclouen escenes documentals de la plaça de toros d'Orizaba i una breu feina del torero Juan Silveti. La pel·lícula es va exhibir només a la ciutat de Orizaba, al port de Veracruz, a la Ciutat de Mèxic i en Corona, Califòrnia als Estats Units.

## Crítica
En les escenes d'acció, García Moreno demostra un bon domini del llenguatge cinematogràfic i una primerenca mostra de l'adaptació del cinema d'aventures estatunidenca assimilat al cinema mexicà.

## Restauració
En declarar-se en fallida el Centre Cultural Cinematogràfic, García Moreno va deixar les pel·lícules El tren fantasma i El puño de hierro en mans del tresorer de l'empresa William Mayer, qui les va conservar i a la fi de la dècada dels anys seixanta, els seus familiars les van lliurar a l'historiador Aurelio de los Reyes qui les va dipositar en la Filmoteca de la UNAM. En les llaunes es van trobar cinc rotllos amb suport de nitrat de cel·lulosa que contenien una seqüència perduda quan el senyor Meyer va intentar reproduir la cinta i aquesta va començar a incendiar-se. Per la restauració d'aquesta seqüència es van utilitzar diverses imatges preses de diverses fonts i de la mateixa pel·lícula. Tampoc existeixen els crèdits originals de la pel·lícula i es va prendre el que es coneix de l'Arxiu General de la Nació. Per a crear una seqüència de títols i crèdits es va utilitzar una tipografia similar a la utilitzada en el cartell de publicitat de la pel·lícula.